# Nicoll Highway (métro de Singapour)
Nicoll Highway est une station de métro à Singapour. 